# Wii Fit

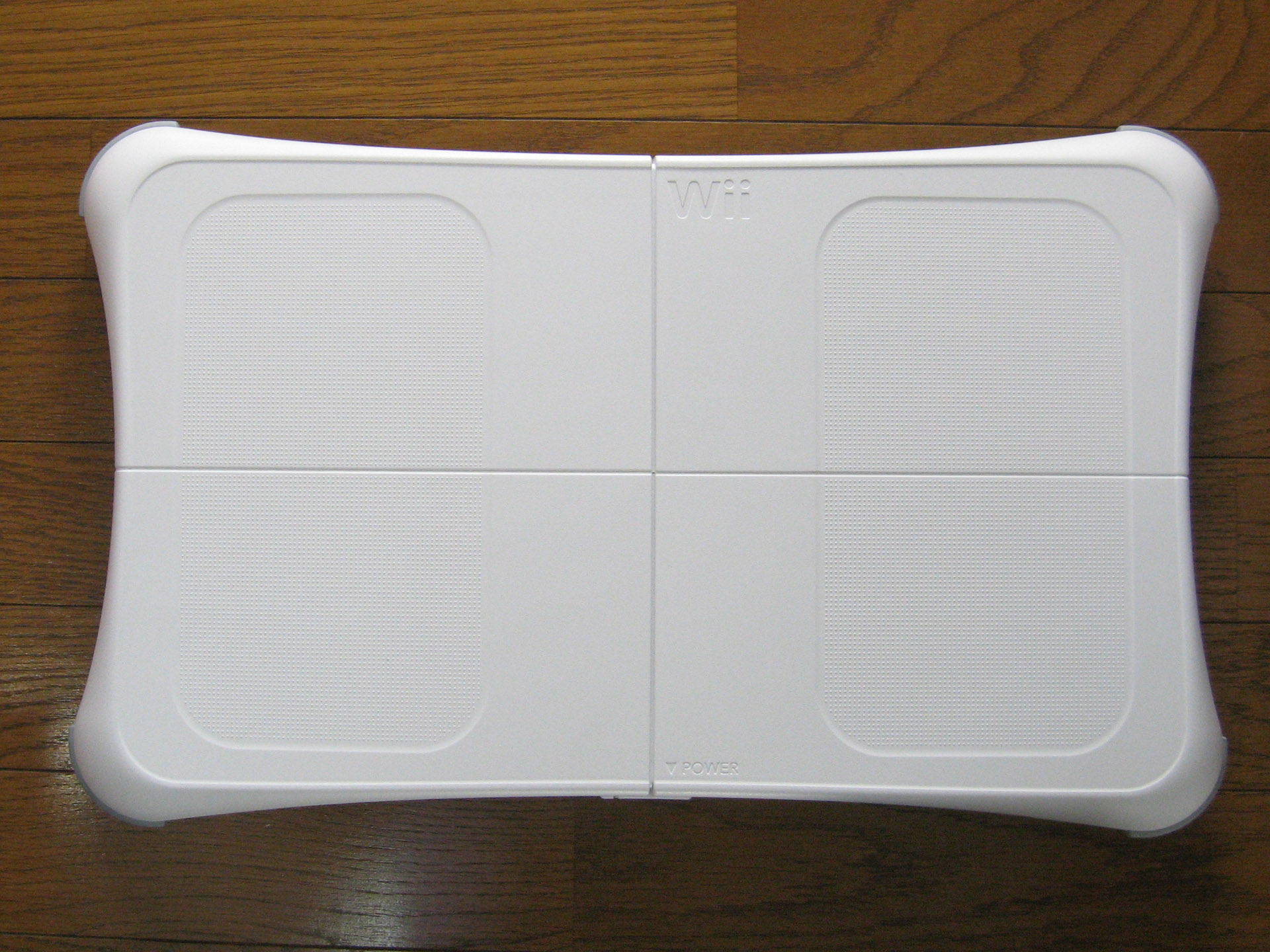
和遊戲一起捆綁出售的Wii Balance Board

《Wii Fit》（又译作）是任天堂开发的健身游戏，2007和2008年在全球Wii平台发行。游戏采用Wii平衡板外设，包括瑜伽、力量训练、有氧健身和平衡游戏。设计者称这是“帮助全家一起锻炼的方式”。游戏在2012年3月时销量达2267万，是销量第三高的非捆绑主机游戏。